# Garrincha
»Garrincha« (s pravim imenom Manuel Francisco dos Santos), brazilski nogometaš, * 28. oktober 1933, Pau Grande (RJ), Brazilija, † 20. januar 1983, Rio de Janeiro, Brazilija.
Garrincha je večji del kariere igral za klub Botafogo v brazilski ligi, med letoma 1953 in 1965, ko je za klub odigral 236 prvenstvenih tekem in dosegel 85 golov. V letih 1962 in 1964 je s klubom osvojil naslov brazilskega državnega prvaka, leta 1962 je bil tudi izbran za najboljšega nogometaša brazilske lige. Ob zaključku kariere je med letoma 1966 in 1972 igral še za pet klubov, toda za vsakega je odigral le nekaj tekem. 
Za brazilsko reprezentanco je nastopil na svetovnih prvenstvih v letih 1958, 1962 in 1966. V letih 1958 in 1962 je z reprezentanco osvojil dva zaporedna naslova svetovnega prvaka. Na prvenstvu leta 1962 si je z nekaj nogometaši delil naziv najboljšega strelca, izbran pa je bil tudi za najboljšega nogometaša prvenstva.